# Casa de gengibre

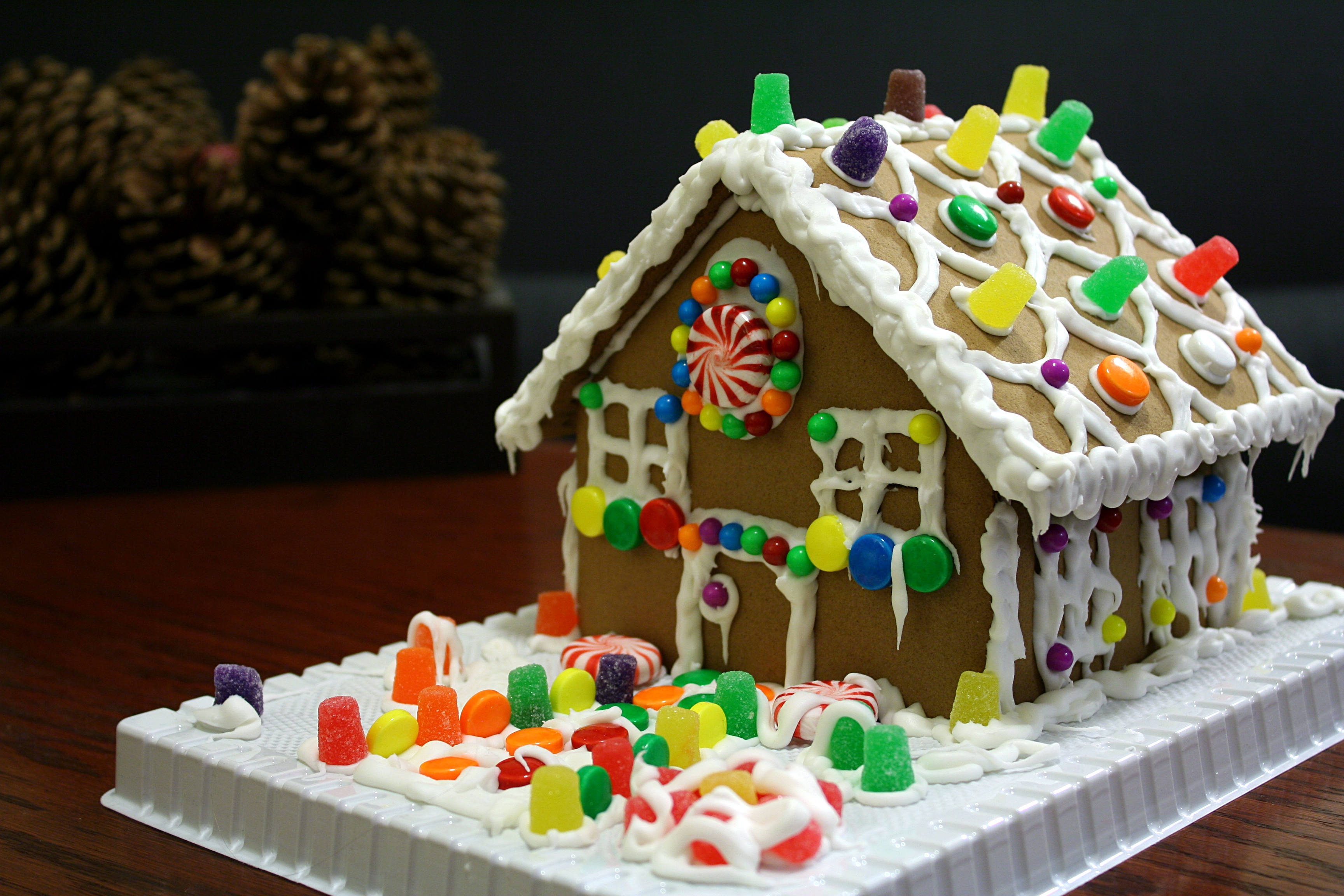
Uma típica casa de pão de gengibre comprada em loja

Uma casa de gengibre é um doce de confeitaria em forma de edifício feito de massa de biscoito, cortada e assada em componentes apropriados, como paredes e telhados. O material usual é biscoito de gengibre crocante feito de pão de mel – a noz de gengibre. Outro tipo de modelagem com pão de gengibre usa uma massa cozida que pode ser moldada como argila para formar estatuetas comestíveis ou outras decorações. Estas casas, cobertas com uma variedade de doces e glacê, são decorações populares de Natal.

## História

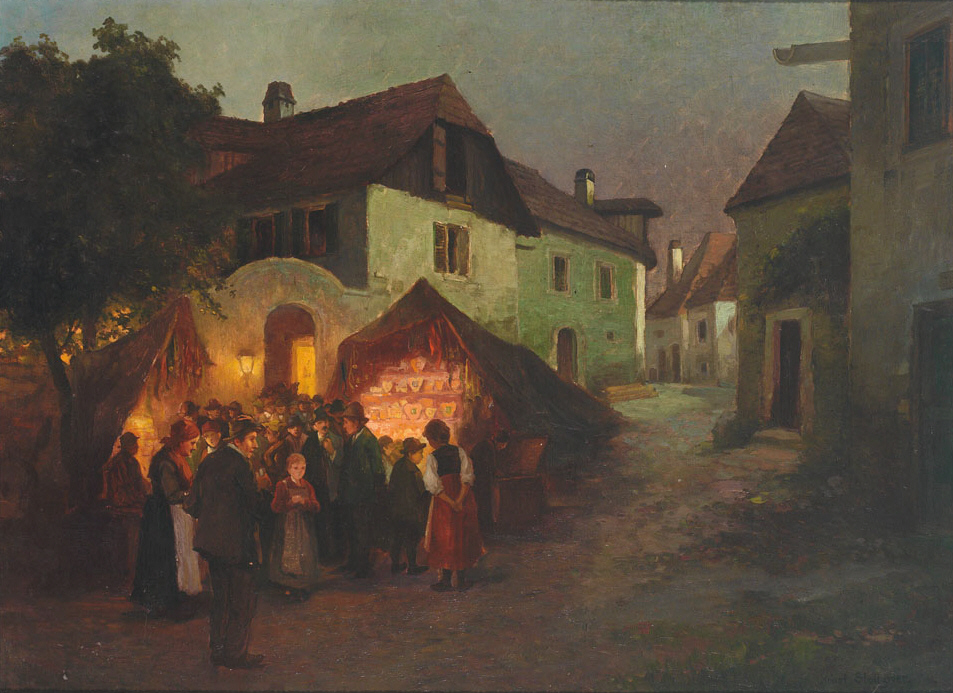
Pintura representando pão de gengibre vendido na feira

Registros de bolos de mel podem ser rastreados até a Roma Antiga. Os historiadores da alimentação ratificam que o gengibre tempera alimentos e bebidas desde a antiguidade. Acredita-se que o pão de gengibre foi assado pela primeira vez na Europa no final do século XI, quando os cruzados que retornaram trouxeram de volta o costume do pão picante do Médio Oriente. O gengibre não era apenas saboroso, tinha propriedades que ajudavam a conservar o pão. Segundo a lenda francesa, o pão de gengibre foi trazido para a Europa em 992 pelo monge armênio, mais tarde santo, Gregório de Nicópolis. Ele viveu por sete anos em Bondaroy, França, perto da cidade de Pithiviers, onde ensinou a cozinhar pão de gengibre para padres e outros cristãos. Ele morreu em 999. Uma antiga lenda cristã medieval elabora o relato do Evangelho de Mateus sobre o nascimento de Jesus. Segundo a lenda, atestada em documento grego do século VIII, de suposta origem irlandesa e traduzida para o latim com o título Collectanea et Flores, além de ouro, incenso e mirra, dados de presente por três "sábios do leste" (magos), o gengibre foi o presente de um homem sábio (mago) que não conseguiu completar a viagem para Belém. Enquanto ele estava em seus últimos dias em uma cidade na Síria, o mago deu seu baú de raízes de gengibre ao rabino que gentilmente cuidou dele em sua doença. O rabino falou-lhe das profecias do grande Rei que viria para os judeus, uma das quais era que Ele nasceria em Belém, que, em hebraico, significa "Casa do Pão". O rabino estava acostumado a fazer com que seus jovens alunos fizessem casas de pão para comer ao longo do tempo para nutrir a esperança de seu Messias. Os magos sugeriram adicionar gengibre moído ao pão para dar sabor e sabor. O pão de gengibre, como o conhecemos hoje, descende das tradições culinárias medievais europeias. O pão de gengibre também foi moldado em diferentes formas por monges na Francônia, Alemanha, no século XIII. Padeiros de Lebkuchen são registrados já em 1296 em Ulm e 1395 em Nuremberga, Alemanha. Nuremberga foi reconhecida como a "Capital Mundial do Pão de Gengibre" quando em 1600 a guilda começou a empregar mestres padeiros e trabalhadores qualificados para criar complicadas obras de arte de pão de gengibre. Os padeiros medievais usavam tábuas esculpidas para criar desenhos elaborados. Durante o século XIII, o costume se espalhou pela Europa. Foi levado para a Suécia no século XIII por imigrantes alemães; há referências da Abadia de Vadstena de freiras suecas assando pão de gengibre para aliviar a indigestão em 1444. O adoçante tradicional é o mel, usado pela guilda em Nuremberga. As especiarias utilizadas são gengibre, canela, cravo, noz-moscada e cardamomo. As estatuetas de pão de gengibre datam do século XV, e a fabricação de biscoitos figurativos era praticada no século XVI. O primeiro exemplo documentado de biscoitos de gengibre em forma de figura é da corte de Isabel I de Inglaterra: ela tinha figuras de gengibre feitas à semelhança de alguns de seus convidados importantes.

## Recorde Mundial do Guinness

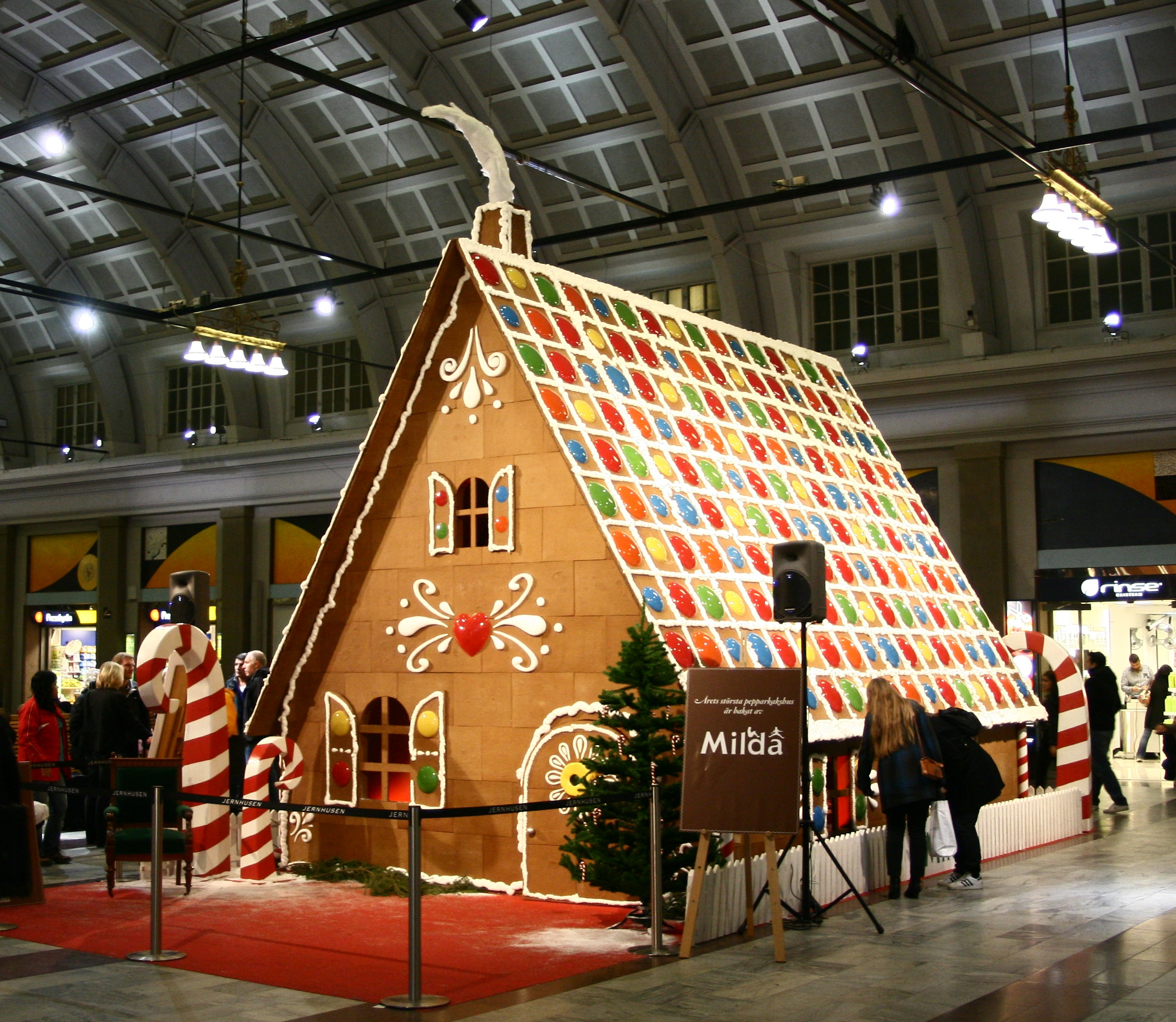
Uma casa de gengibre em grande escala como decoração de Natal em Estocolmo, 2009 (era feita de 294 quilos de farinha, 92 quilos de margarina, 100,4 quilos de açúcar, 66,3 litros (14,6 imp gal; Xarope dourado de 17,5 galões americanos, 2,2 quilos de canela, cravo, gengibre e 3,7 quilos de fermento em pó)

Em 2013, um grupo em Bryan, Texas, EUA, quebrou o Recorde Mundial do Guinness estabelecido no ano anterior para a maior casa de gengibre, com paredes comestíveis de 234 metros quadrados em auxílio de um centro hospitalar de traumas. A casa de gengibre tinha um valor calórico estimado superior a 35,8 milhões e os ingredientes incluíam 1.327 quilos de açúcar mascavo, 820 quilos de manteiga, 7.200 ovos e 3.300 quilos de farinha de uso geral.
O subchef executivo do hotel New York Marriott Marquis, Jon Lovitch, quebrou o recorde da maior vila de gengibre com 135 prédios residenciais e 22 comerciais, além de teleféricos e um trem também feito de gengibre. Foi exibido no New York Hall of Science. Outro concorrente de Bergen, na Noruega, fez uma cidade de gengibre chamada Pepperkakebyen.